# Luna nella fantascienza

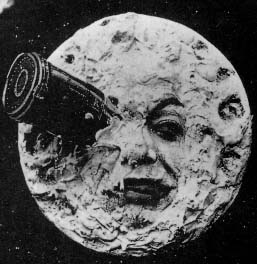
Un celebre fotogramma del film Viaggio nella Luna (Le voyage dans la Lune, 1902) di Georges Méliès

La Luna è stata per lungo tempo un popolare soggetto della fantascienza e delle storie fantastiche di viaggi immaginari, in particolare fino alla missione dell'Apollo 11 che ha realizzato il primo allunaggio di esseri umani, mostrando in televisione al mondo un paesaggio deserto e inospitale.

## Narrativa

### Primordi

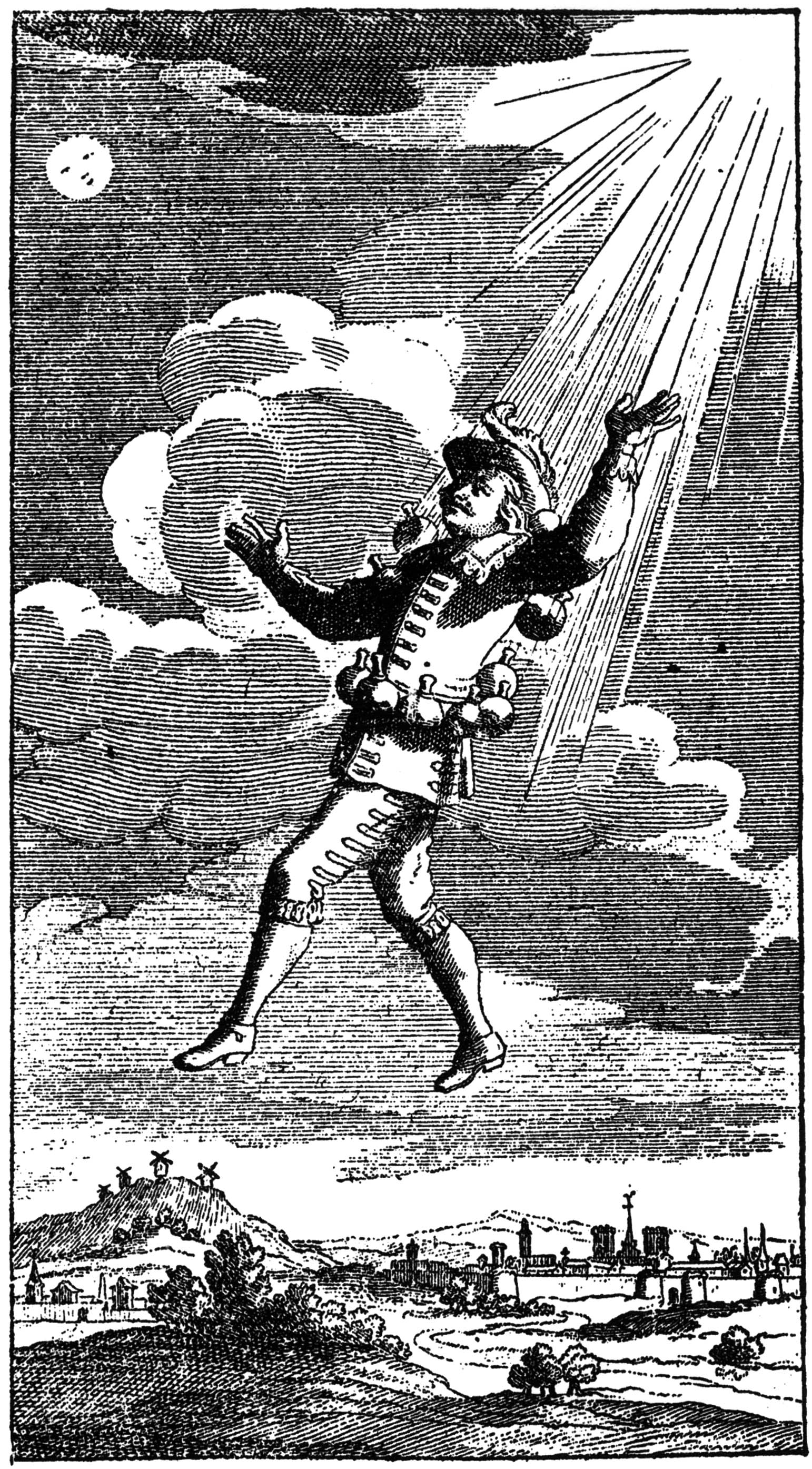
L'histoire comique contenant les états et empires de la lune di Savinien Cyrano de Bergerac, 1657.

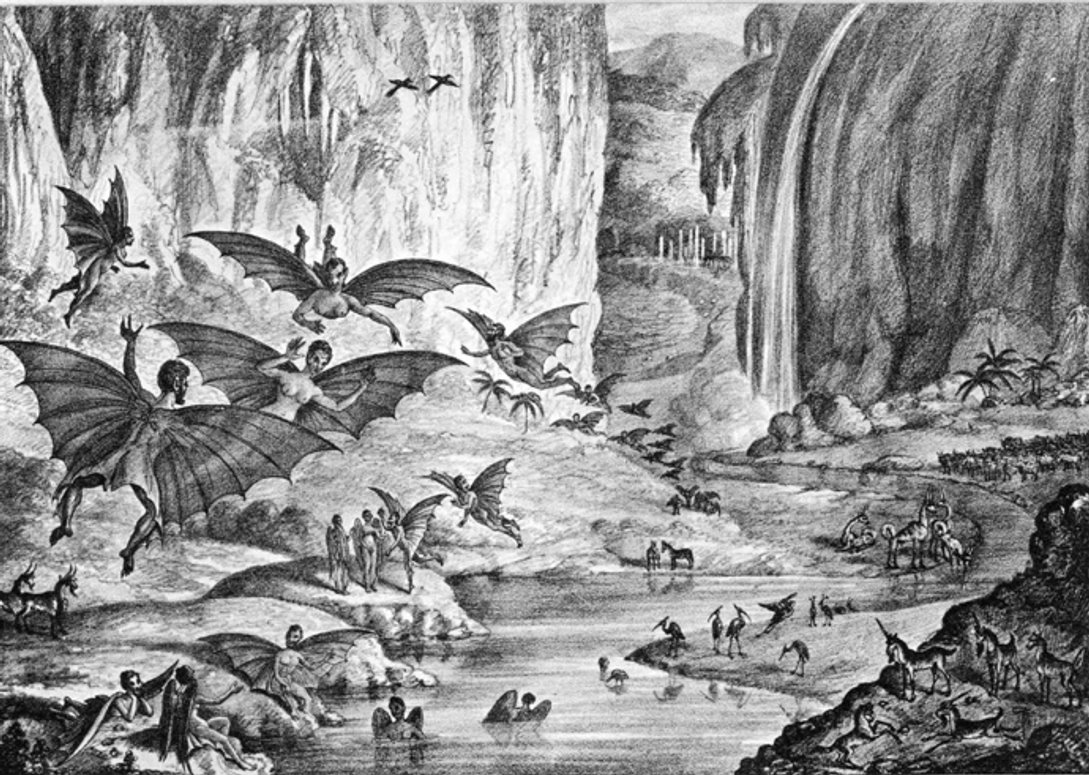
Illustrazione da Great Moon Hoax, una serie di articoli pubblicati nel New York Sun nel 1835.

L'Icaromenippo e La storia vera, di Luciano di Samosata, opere scritte nel II secolo d.C., trattano di un viaggio immaginario sulla Luna.
Nella Divina Commedia, composta tra il 1304 e il 1321 da Dante Alighieri, il poeta fiorentino nel canto del Paradiso descrive l'ascesa attraverso le sfere celesti della Luna, i pianeti da Mercurio a Saturno e di lì alla sfera delle stelle fisse e al cielo degli angeli.
Nel corso del poema cavalleresco Orlando furioso di Ludovico Ariosto (1516, pubblicato nella sua edizione definitiva nel 1532), il cavaliere Astolfo, in sella all'Ippogrifo (un destriero alato), sale sulla Luna dove recupera il senno perduto da Orlando.
Il tema, comunque, non divenne popolare prima del Seicento, quando l'invenzione del telescopio favorì l'accettazione popolare del concetto di "un mondo nella Luna", cioè che la Luna era un pianeta abitabile, che avrebbe potuto essere raggiunto attraverso un qualche tipo di trasporto aereo.
Il concetto dell'esistenza di un altro mondo, vicino al nostro e capace di guardare giù verso di noi da tale distanza, fornì ampio materiale per commenti satirici sulle abitudini dei terrestri. Tra le prime storie che trattano questo concetto vi sono:
- Somnium (1541) di Juan Maldonado, resoconto in prima persona di un sogno il cui narratore, impegnato inizialmente in un viaggio sulla Luna, atterra infine in America.[4][5]
- Somnium (1634) di Giovanni Keplero (scritto prima del 1610, ma pubblicato postumo).[6] Un viaggiatore islandese è trasportato sulla Luna da demoni volanti; un'occasione per Keplero di offrire le proprie teorie astronomiche in guisa di narrativa.
- The Man in the Moone (1638) di Francis Godwin (vescovo inglese). Un viaggiatore spagnolo, Domingo Gonsales, vola fin sulla Luna usando un'intelaiatura trainata da oche.
- The Discovery of a World in the Moone di John Wilkins (1638).
- L'altro mondo o Gli stati e gli imperi della luna (L'autre monde ou Les ètats et empires de la lune, pubblicato postumo nel 1657) di Cyrano de Bergerac. Dopo un primo tentativo (con una cintura fatta di ampolle piene d'acqua di rugiada la quale, evaporando attratta dal sole, lo solleva), Cyrano si lancia verso la Luna da una specie di razzo fatto con fuochi artificiali. Sulla Luna rimarrà poco, poiché gli abitanti lo scambiano per uno struzzo e lo mettono in un'uccelliera, e molti gli sono avversi.
- Iter lunare di David Russen (1703).
- The Consolidator or, Memoirs of Sundry Transactions from the World in the Moon[7] (1705) di Daniel Defoe. Viaggi tra la Cina e la Luna su un macchinario chiamato The Consolidator (una satira del Parlamento del Regno Unito).
- A Voyage to Cacklogallinia[8] (1727) di Samuel Brunt.
- Il Filosofo Viaggiatore, in un paese ignoto alli abitanti della terra, Scritto in francese e dall'autore trasportato in italiano con aggiunte e correzioni. Multa incredibilità vera. Multa credibilità falsa. Bd. I-II, Selenopoli, si vende in Firenze dalla stamperia Bonducciana 1771 (1761, di un Autore Anonimo ma probabilmente scrito da Francesco Algarotti, il quale era in confidenza con lo stampatore Bonducci,[9] nell'edizione francese invece è inserito un nome d'autore: "Mr. Listonai", questo nome è un'anagramma dalla parola italiana "INSOLITO" quindi l'Autore non è un anonimo francese, ma il "Cigno di Padova" Francesco Algarotti.[10][11] (1761).
- Newest Voyage (1784) di Vasily Levshin. Il protagonista vola con un apparato autocostruito.
- Le improbabili avventure del barone di Münchhausen (1786) comprendono due viaggi sulla Luna, e una rappresentazione della sua flora e fauna.
- A Voyage to the Moon (1793) di Aratus (lo pseudonimo di un autore inglese anonimo, da non confondere con lo scrittore e scienziato greco Arato di Soli)
- The Conquest by the Moon (1809) di Washington Irving. La storia di una invasione della Terra da parte dei lunari intesa come allegoria del trattamento subito dai Nativi americani da parte dei coloni europei al loro arrivo in America.[12][13]
- A Flight To The Moon (1813) di George Fowler.[12]
- Land of Acephals (1824) di Wilhelm Küchelbecker (V. K. Kjuchel'beker). Volo su un pallone aerostatico.
- A Voyage to the Moon[14] (1827) di George Tucker (con lo pseudonimo di Joseph Atterley), un romanzo satirico a volte citato come il primo romanzo di fantascienza americano.[15]
- L'incomparabile avventura di un certo Hans Pfaall (1835) di Edgar Allan Poe che narra di un riparatore di soffietti di Rotterdam che costruisce un pallone gigante ed un compressore che gli consente di viaggiare fino alla Luna.
- Great Moon Hoax ("la grande beffa della Luna"), una serie di sei articoli pubblicati nel quotidiano New York Sun nel 1835 sull'ipotetica scoperta della vita sulla Luna. Le scoperte erano falsamente attribuite a sir John Herschel, forse il più noto astronomo del suo tempo. Malgrado l'intento satirico, il resoconto fu preso per vero e tradotto in varie lingue.
- Recollections of Six Days' Journey in the Moon. By An Aerio-Nautical Man[16] (1844). Pubblicato nei numeri di luglio ed agosto del Southern Literary Messenger, un periodico con una appendice letteraria pubblicato in Virginia.
- Les Exilés de la Terre (1887) scritto da un contemporaneo meno noto di Verne, Paschal Grousset, che qui si firma come André Laurie. In esso si immagina che una montagna del Sudan composta di minerali ferrosi sia trasformata in un enorme elettromagnete e catapultata sulla Luna, dove i protagonisti affrontano varie avventure.

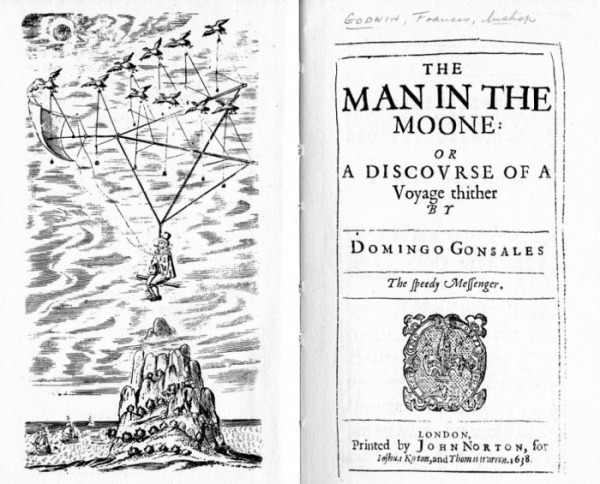
The Man in the Moone (1638) di Francis Godwin, frontespizio e copertina della prima edizione.

### Il primo viaggio

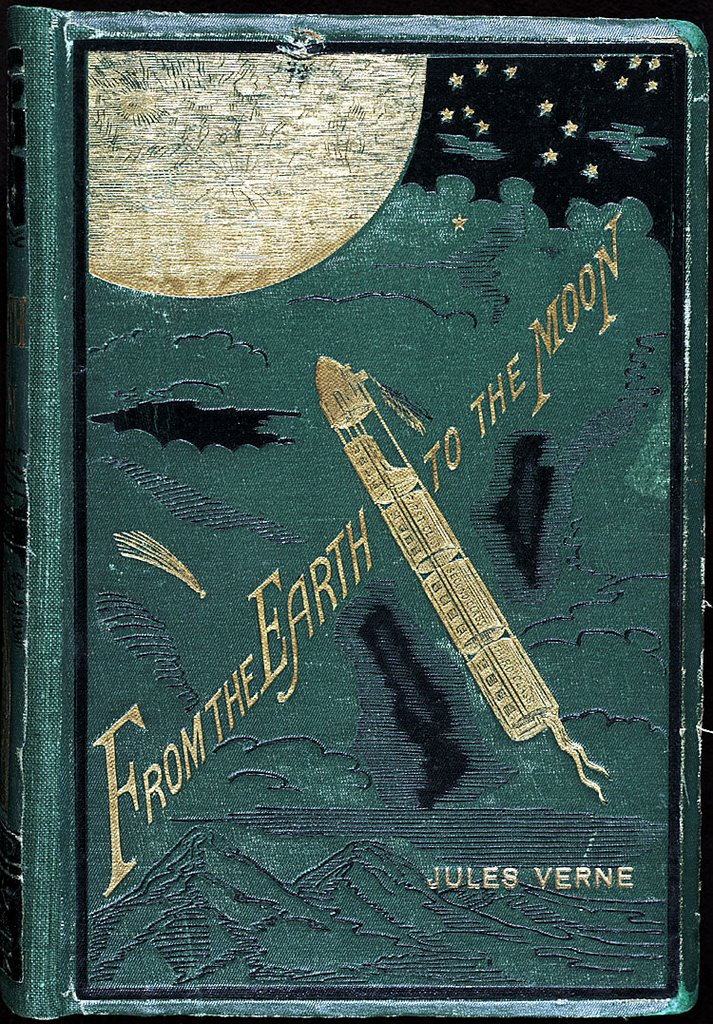
Copertina di un'edizione inglese di Dalla Terra alla Luna (1865) di Jules Verne.

Il primo viaggio verso la Luna è stato un tema popolare della fantascienza fino all'effettivo allunaggio avvenuto nel 1969.
- Dalla Terra alla Luna (1865) di Jules Verne, che assieme al seguito Intorno alla Luna (1870) narra di un viaggio all'interno di un proiettile lanciato dalla Florida e che dopo una rivoluzione attorno alla Luna ritorna sul nostro pianeta ammarando nell'Oceano Pacifico, e che presenta diverse coincidenze con il programma Apollo.
- На Луне ("Sulla Luna", 1893), romanzo di Konstantin Ėduardovič Ciolkovskij, pioniere russo dell'astronautica.
- I primi uomini sulla Luna (1901) di H. G. Wells, nel quale una nave spaziale giunge sulla Luna grazie alla Cavorite, un materiale in grado di schermare dalla forza di gravità.
- Il globo d'argento (Na srebrnym globie, 1903), dello scrittore polacco Jerzy Żuławski, nel quale la prima spedizione dalla Terra pone le fondamenta di una nuova società lunare. La storia prosegue nei successivi Il conquistatore (Zwycięzca, 1910) e La vecchia Terra (Stara Ziemia, 1911), che assieme al primo costituiscono la cosiddetta Trilogia lunare, che rappresenta il primo romanzo polacco moderno di fantascienza. Ne è stato ricavato un adattamento cinematografico nel 1987 con il titolo Na srebrnym globie dal pronipote Andrzej Żuławski.
- Il popolo della Luna (The Moon Maid, 1926), romanzo di Edgar Rice Burroughs che rientra nel filone del planetary romance. Un'astronave terrestre fa naufragio sulla Luna; sotto la polvere e i crateri del satellite l'equipaggio scopre un mondo fantastico, rimasto per millenni celato agli sguardi umani, con mostri e creature barbariche che combattono guerre estenuanti fra le rovine di antiche civiltà e splendide fanciulle alate che spiccano il volo sotto la luce perenne di un cielo artificiale.
- Doctor Dolittle in the Moon (1928) era concepito per costituire l'ultimo libro di Hugh Lofting della serie del dottor Dolittle. Il dottore, con la sua abilità unica di comunicare con gli animali, giunge sulla Luna a cavallo di una falena gigante e vi trova un tipo notevolmente differente di fauna (ad esempio gli insetti lunari sono assai più veloci degli uccelli locali) e piante intelligenti di cui apprende il linguaggio.
- Pendolarità (Trends) è un racconto di Isaac Asimov del 1939 nel quale fanatici religiosi si oppongono ad un immaginario primo viaggio verso la Luna collocato negli anni settanta.
- Preludio allo spazio (Prelude to Space, 1951) è un romanzo di Arthur C. Clarke che narra gli antefatti dell'ipotetico primo viaggio sulla Luna nel 1978.

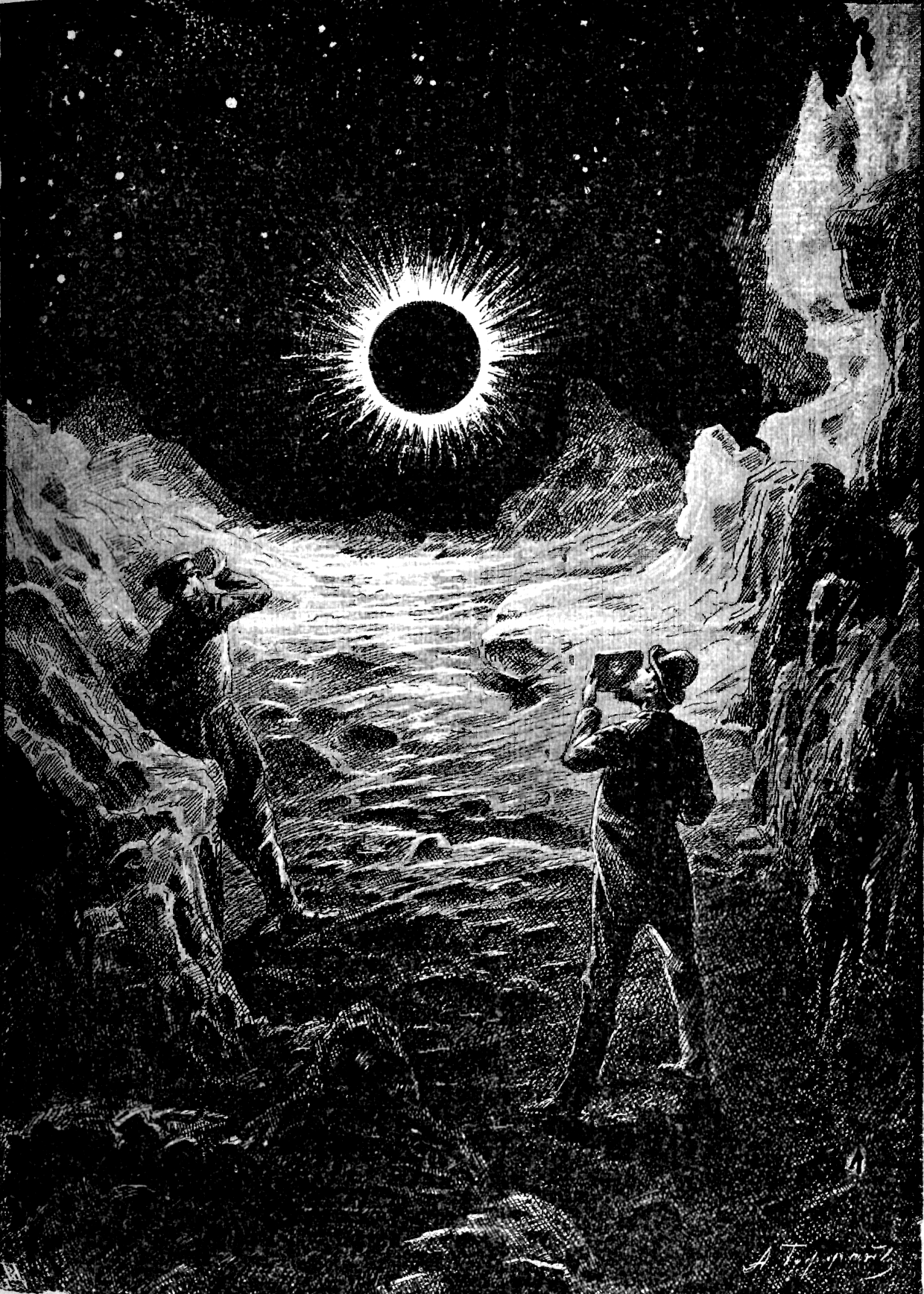
Un'illustrazione per На Луне ("Sulla Luna", 1893) di Konstantin Ėduardovič Ciolkovskij.

### Robert A. Heinlein
Lo scrittore Robert A. Heinlein si è occupato in modo esteso e prolifico dei primi viaggi e della colonizzazione della Luna; la maggior parte dei suoi racconti sul tema sono stati riorganizzati dallo stesso autore e in parte corretti per migliorarne la coerenza interna in occasione dell'uscita della raccolta in volume del 1967, intitolata The Past Through Tomorrow, pubblicata in Italia come La storia futura.
Heinlein ha anche contribuito alla stesura della sceneggiatura dei film Uomini sulla Luna del 1950 e Project Moon Base del 1953.

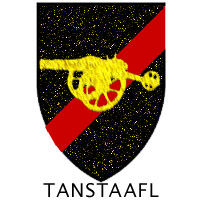
La bandiera della colonia lunare indipendentista nel romanzo La Luna è una severa maestra di Heinlein

- Requiem (Requiem, 1940). La storia poetica di Harriman, l'uomo che ha finanziato la prima missione sulla luna ed ora brama andarci prima di morire. (vedi anche "L'uomo che vendette la luna", più sotto).
- Razzo G.2 (Rocket Ship Galileo, 1947).  Uno scienziato ed un gruppo di adolescenti prodigio modificano un razzo sub-orbitale per consentirgli di raggiungere la luna, dove fanno un incontro sorprendente e devono reagire prontamente ad una minaccia mortale.
- Cristoforo Colombo non era mica un gran dritto (Columbus Was a Dope, 1947), con lo pseudonimo di Lyle Monroe.  In un bar sulla Luna ha luogo un dialogo fra il proprietario ed un avventore sull'opportunità dell'esplorazione spaziale, confrontata con il viaggio di Cristoforo Colombo.
- La lunga guardia[17] (The Long Watch, 1948). Una difficile decisione per l'ufficiale di guardia ad un arsenale nucleare in una base sulla Luna.
- Signori, seduti (Gentlemen, Be Seated!, 1948). Si produce una pericolosa crepa in un tunnel lunare ed un operaio trova un modo ingegnoso di tamponare la falla in attesa delle riparazioni.
- I neri pozzi della Luna[18] (The Black Pits of Luna, 1948).  La visita delle città lunari fatta da un giovane scout.
- L'uomo che vendette la Luna (The Man Who Sold the Moon, 1949), un racconto pubblicato solo nel 1951, è il prequel di Requiem (vedi più sopra) e narra gli eventi che portano ad un immaginario primo allunaggio nel 1978.
- Nothing Ever Happens on the Moon (1949). Un'altra storia di esplorazione lunare da parte di scout., non inclusa nella Storia futura anche se compatibile.
- L'invasione dei gattopiatti (The Rolling Stones, 1952). Narra di una famiglia di immigrati lunari dotati di capacità eccezionali, gli Stone, e del loro viaggio nel Sistema solare  per divertimento ed affari.
- Minaccia dalla Terra (The Menace From Earth, 1957). La minaccia del titolo è una bella turista che si intromette nella relazione sentimentale fra due abitanti della Luna. Interessante la descrizione del "volo" effettuato in una enorme caverna sigillata con la sola forza muscolare e l'ausilio di un paio di "ali".
- Luce musicale[19] (Searchlight, 1962). Un breve racconto di un ingegnoso salvataggio sulla Luna.
- La Luna è una severa maestra (The Moon Is a Harsh Mistress, 1966). In questo romanzo, vincitore del Premio Hugo, la luna è diventata una colonia penale per prigionieri politici ed i loro discendenti. La storia narra della rivolta delle colonie lunari contro il vessatorio governo terrestre e della loro lotta per l'indipendenza. Il romanzo affronta temi come la sostenibilità, la salute, i trasporti, l'organizzazione familiare e di governo.
- Il gatto che attraversa i muri (The Cat Who Walks Through Walls, 1985). Circa un terzo del libro si svolge in una "Luna Libera" che deriva dalle lotte di indipendenza narrate nel precedente La Luna è una severa maestra. Ma il romanzo ripresenta molti personaggi già apparsi in altri racconti di questa ed altre serie.

### La colonizzazione

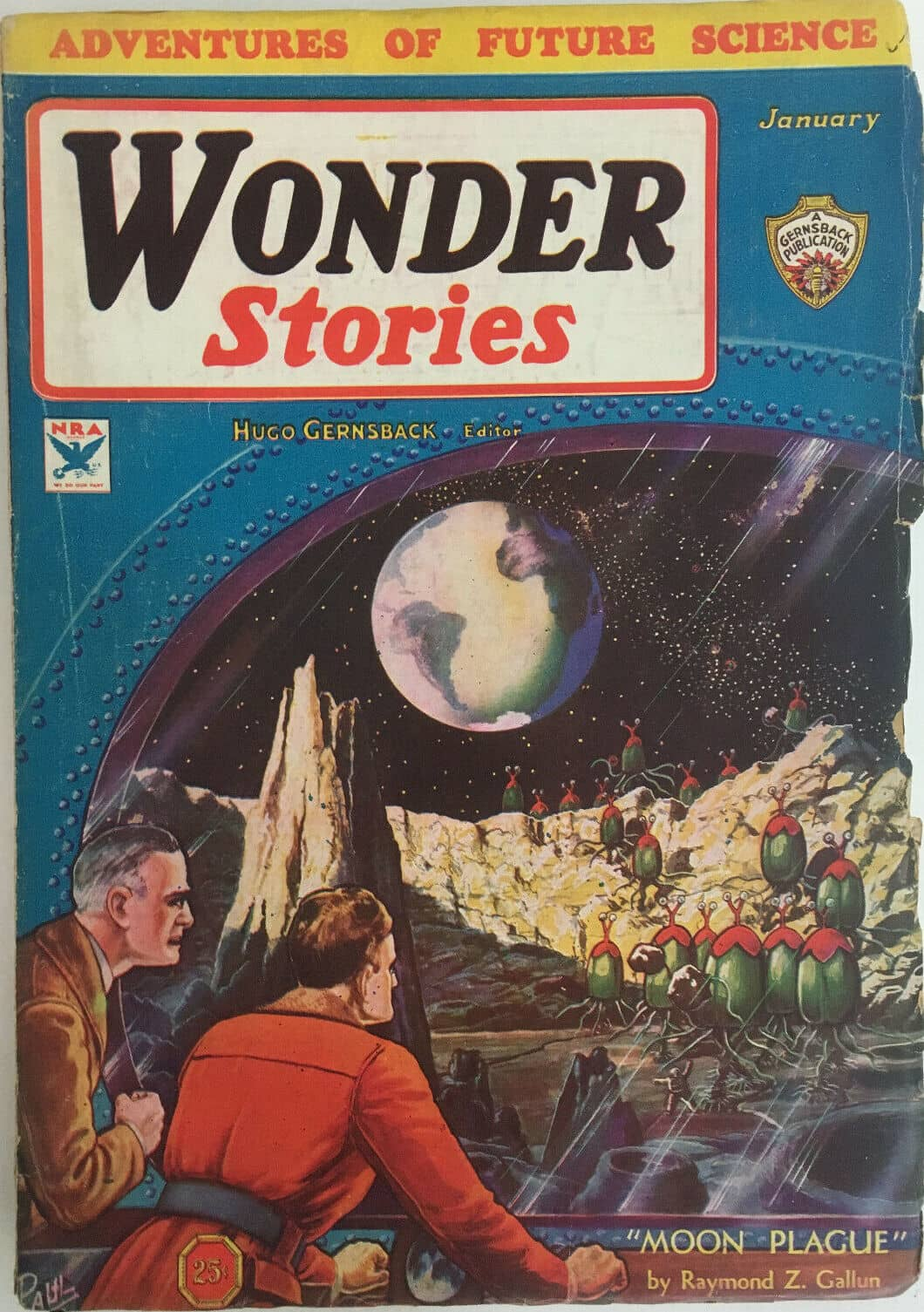
Copertina della rivista pulp Wonder Stories, gennaio 1934, con la storia Moon Plague di Raymond Z. Gallun.

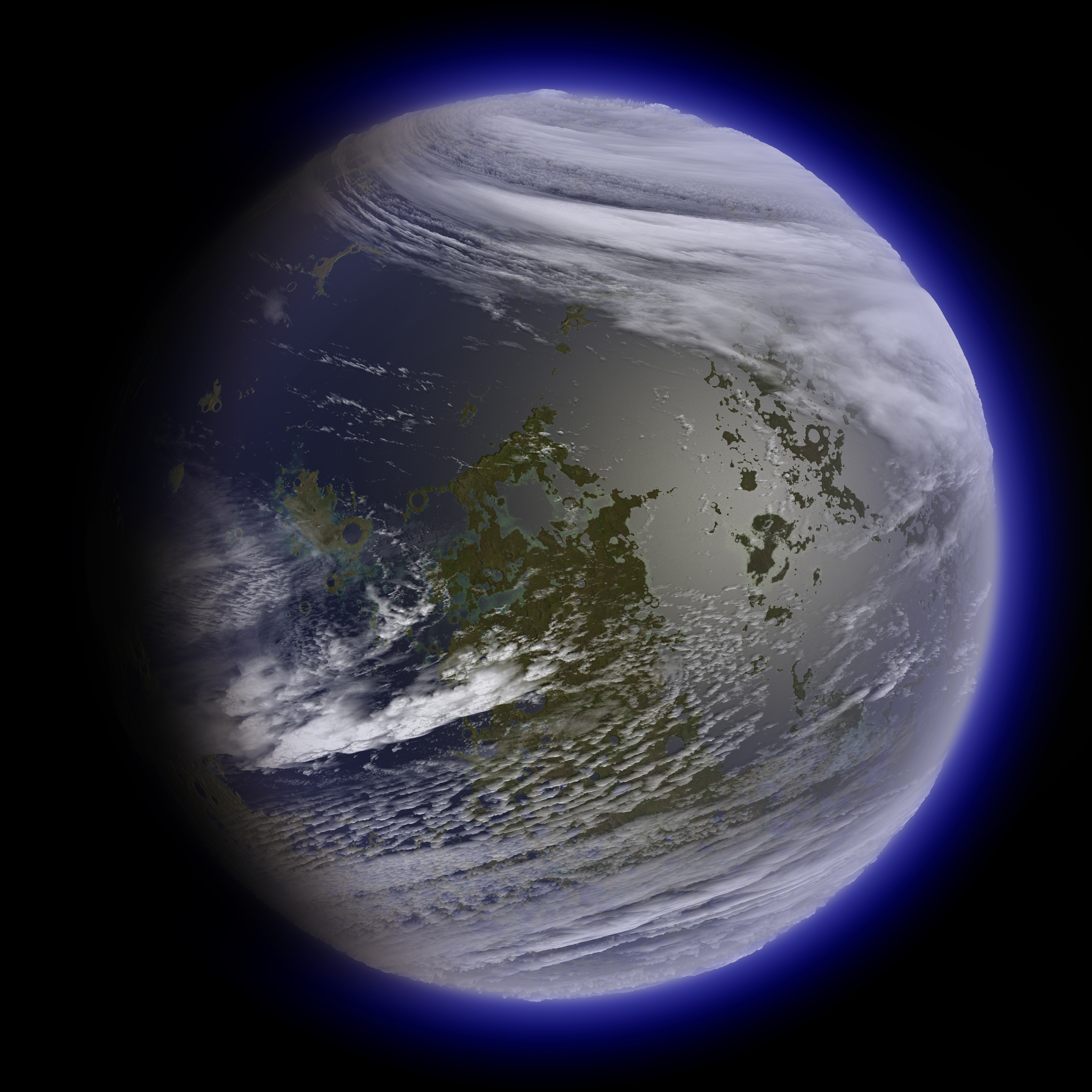
Rappresentazione artistica di una Luna sottoposta a terraformazione, come potrebbe essere vista dalla Terra.

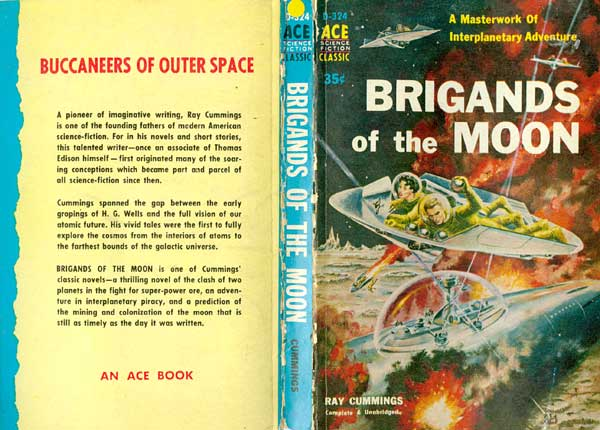
Copertina di una ristampa del 1958 de I briganti della Luna (Brigands of the Moon, 1930) di Ray Cummings.

Insediamenti umani sulla Luna si ritrovano in molti racconti e romanzi di fantascienza, ma non tutti sono incentrati sulla vicende della colonia stessa, che spesso svolge il solo ruolo di ambientazione.
- La colonia lunare (1908) di Yambo (Enrico Novelli) narra della spedizione di un'avveniristica astronave sulla Luna popolata di vita nel fondo dei crateri e l'inizio della sua colonizzazione,[20]; il tema lunare è ripreso dallo stesso autore in Luna paese incomodo (1944).
- Paradiso perduto (Lost Paradise, 1936) di C. L. Moore. Questo racconto narra di come la fertile Luna di un tempo sia divenuta un deserto privo d'aria.
- La sentinella (1948), uno dei primi racconti di Arthur C. Clarke. Nel 1996 l'umanità ha stabilito una presenza permanente sul satellite e ne sta esplorando tutta la superficie. Costituisce l'embrione del soggetto per il film 2001: Odissea nello spazio.
- Luna d'inferno o Martirio lunare (The Moon Is Hell, 1950) di John W. Campbell è la vicenda di un gruppo di naufraghi prigionieri sul satellite in attesa di una spedizione di soccorso, e di come riescono a sopravvivere in condizioni durissime.
- Ombre sulla Luna (Earthlight, 1955) di Arthur C. Clarke. Un insediamento sulla luna finisce sotto il tiro incrociato di un conflitto fra la Terra ed un'alleanza fra Marte e Venere.
- All'ombra di Tycho (The Trouble With Tycho, 1960) di Clifford D. Simak. Un giovane cercatore lunare tanta di ritrovare una spedizione perduta sulla Luna.
- Polvere di Luna (A Fall of Moondust, 1961) di Arthur C. Clarke. Una mezzo che trasporta turisti su un "mare di polvere" affonda in seguito ad un terremoto lunare. Anche in Incontro con Rama e  Odissea nello spazio di Arthur C. Clarke vengono descritte colonie lunari di varie grandezze e funzioni.
- La serie di libri per ragazzi di Matthew Looney di Jerome Beatty Jr., (scritte fra il 1961 e il 1978) narra di una Luna abitata il cui governo è intenzionato ad invadere la Terra.
- Il già citato La Luna è una severa maestra (1966) di Robert A. Heinlein (vedi sopra), che racconta la storia della ribellione della colonia lunare al governo terrestre per ottenere l'indipendenza.
- Transmigration of Souls di William Barton (1966) racconta di una spedizione condotta da una base lunare alla scoperta di una base aliena in cui è possibile il teletrasporto e il viaggio nel tempo.
- La falce dei cieli (The Lathe of Heaven, 1971) di Ursula K. Le Guin. È un romanzo che ipotizza la costruzione di basi lunari nel 2002 e che vengono prontamente attaccate da alieni provenienti da Aldebaran (che si riveleranno infine amichevoli).
- Neanche gli dei (The Gods Themselves, 1973) di Isaac Asimov. La terza parte del romanzo (intitolata Possono nulla?) è ambientata in un insediamento lunare nell'anno 2100.
- Lo scheletro impossibile (Inherit the Stars, 1977) di James P. Hogan è il primo libro del ciclo dei giganti. Si ipotizza che gli esseri umani provengano dallo scomparso pianeta Minerva, che orbitava un tempo fra Marte e Giove, e di cui la Luna era un satellite fino all'esplosione del pianeta, avvenuta 50.000 anni fa e che produsse la cintura degli asteroidi.
- Una delle ultime opere di Isaac Asimov, Fondazione e Terra (1986), l'epilogo del Ciclo della Fondazione, termina con la scoperta di un rifugio degli antichi terrestri sotto la superficie lunare, oramai abitato da un robot plurimillenario, già protagonista in altri racconti dell'autore.
- Welcome to Moonbase (1987) di Ben Bova è la storia di una base lunare.[21]
- Nel ciclo dei Canti di Hyperion (1989-1997) di Dan Simmons la Luna è uno tra le centinaia di corpi celesti colonizzati, tuttavia è quasi abbandonata dato che il 99% dei pianeti colonizzati offre condizioni di vita più confortevoli.
- In Zero assoluto (Heads, 1990), romanzo breve di Greg Bear, la popolazione lunare è organizzata in strutture parentali chiamate Macro Famiglie che puntano allo sfruttamento del satellite, vendendo materie prime alla Terra o ad altri pianeti colonizzati.
- Discesa sulla Luna (Lunar Descent, 1991), romanzo di Allen Steele ambientato nel 2024, descrive una base chiamata Stazione Descartes.
- L'anello di Caronte (The Ring of Charon, 1991) di Roger MacBride Allen mostra una Luna colonizzata dagli esseri umani, nelle cui profondità è sepolto un anello equatoriale meccanico senziente in grado di manipolare la gravità, che guida e coordina il sequestro della Terra e la tentata distruzione del sistema solare per costruire una sfera di Dyson attorno al Sole.
- In Assemblers of Infinity (1993) di Kevin J. Anderson e Doug Beason compaiono una base lunare ed una misteriosa struttura sulla faccia nascosta assemblata da piccole macchine.[22]
- De Maan (1993) dell'olandese Carl Koppeschaar è una guida turistica fittizia alla scoperta della Luna, tradotta in inglese col titolo Moon Handbook: A 21st-Century Travel Guide.[23]
- Nel racconto Byrd Land Six (1995) di Alastair Reynolds è presente una colonia lunare la cui attività è l'estrazione dell'elio-3.
- Nei romanzi Moonrise (1996) e Moonwar (1997) di Ben Bova si narra la storia di una base lunare costruita da una corporation statunitense che si ribella al controllo della Terra. Il libro è parte della serie del "Grand Tour".
- Il racconto Moonfall (1998) di Jack McDevitt narra di una cometa in rotta di collisione con la Luna immediatamente successiva all'apertura della prima base lunare.
- Il racconto People Came From Earth (1999) di Stephen Baxter, pubblicato in The Year's Best Science Fiction: Seventeenth Annual Collection.
- Nel romanzo del 2002 Ice di Shane Johnson gli astronauti di una fittizia missione Apollo 19 restano bloccati sulla Luna per guasto al motore del modulo. Esplorando la superficie si imbattono in un'antica, ma ancora funzionante, base lunare.
- Nel racconto Storie da uomini (Stories for Men, 2002) di John Kessel si descrive la ribellione di un gruppo di uomini in una colonia lunare la cui società è basata sul matriarcato.
- Nel romanzo Limit (2009) di Frank Schätzing la costruzione di un ascensore spaziale ha reso economicamente conveniente l'estrazione dalla Luna dell'Elio-3, un isotopo dell'Elio, che viene usato come combustibile in appostiti reattori a fusione. Questo porta alla costruzione di stazioni lunari americane e cinesi, e di un lussuoso hotel destinato ai ricchi turisti spaziali.
- La trilogia di Ian McDonald composta dai romanzi Luna nuova (Luna: New Moon, 2015), Luna piena (Luna: Wolf Moon, 2017) e Luna crescente (Luna: Moon Rising, 2019) è incentrata sulla società lunare venutasi a creare a seguito della colonizzazione, dominata da cinque grandi famiglie, e sui conflitti interni e con la Terra.
- Il romanzo Artemis - La prima città sulla Luna (Artemis, 2017) di Andy Weir si concentra sulle vicende di una trafficante che viene coinvolta in un complotto per controllare la città lunare del titolo.

## Filmografia
- Viaggio nella Luna (Le voyage dans la Lune, 1902) scritto e diretto da Georges Méliès, parzialmente ispirato al romanzo di Jules Verne Dalla Terra alla Luna.
- The First Men in the Moon diretto da Bruce Gordon e J. L. V. Leigh (1919), tratto dal romanzo I primi uomini sulla Luna di H. G. Wells.
- Una donna nella luna (Frau im Mond, 1929), diretto dal regista tedesco Fritz Lang. Basato sul romanzo Die Frau im Mond (1928) di Thea von Harbou, che collaborò alla sceneggiatura ed all'epoca era moglie del regista. Un film muto nel quale furono presentati al grande pubblico per la prima volta i fondamenti dei viaggi spaziali su razzi, dato che il regista si avvalse della consulenza scientifica degli antesignani della missilistica Hermann Oberth e Willy Ley.[24]
- Uomini sulla Luna (Destination Moon, 1950), un film innovativo del produttore ungherese George Pal, che si avvalse della collaborazione di Irving Pichel alla regia, di Robert A. Heinlein per la sceneggiatura e di Chesley Bonestell per gli effetti speciali, per i quali conquistò il Premio Oscar nel 1950.
- Project Moonbase (1953), un film nato come episodio pilota di una mai realizzata serie Ring Around the Moon dello stuntman, attore e regista Richard Talmadge.
- La morte viene dallo spazio (1958), primo film italiano di fantascienza, girato dal regista Paolo Heusch; parodiato nello stesso anno dal film farsesco Totò nella luna di Steno.
- Inferno nella stratosfera (宇宙大戦争, Uchū Daisensō, 1959) di Ishirō Honda. Un'invasione aliena che parte dal lato oscuro della Luna.
- Base Luna chiama Terra (First Men in the Moon, 1964) di Nathan H. Juran, parzialmente basato sul romanzo I primi uomini sulla Luna di H. G. Wells, in cui inserisce un finale ispirato a La guerra dei mondi.
- Ne Il pianeta delle scimmie (Planet of the Apes, 1968) di Franklin J. Schaffner, i protagonisti al loro sbarco osservano che nel cielo non ci sono lune, ciò insinua che la Luna sia stata distrutta durante i conflitti mondiali che hanno tramutato la Terra nel pianeta delle scimmie.
- 2001: Odissea nello spazio (2001: A Space Odyssey, 1968) di Stanley Kubrick e Arthur C. Clarke comprende alcune scene ambientate presso la base lunare statunitense ubicata nel cratere Clavius e, dopo un viaggio di trasferimento, nello scavo archeologico effettuato nel cratere Tycho.
- Luna zero due (Moon Zero Two, 1969) di Roy Ward Baker. Un film di "space western",[25] uno dei titoli della Hammer Film Productions.
- Il pianeta ribelle (The Shape of Things to Come, 1979) di George McCowan. A seguito della Guerra dei Robot che ha devastato la Terra, l'umanità restante ha colonizzato la Luna trasferendosi su "Nuova Washinton", una città-cupola in cui gli abitati dipendono da una droga per sopravvivere alle radiazioni.
- In Flash Gordon (1980) il malvagio imperatore Ming minaccia di distruggere sadicamente la Terra facendo avvicinare la Luna con l'intenzione di farla impattare.
- In Superman II (1980) il Generale Zod, Ursa e Non uccidono un gruppo di astronauti in missione sulla Luna.
- L'aereo più pazzo del mondo... sempre più pazzo (Airplane II: The Sequel, 1982), si svolge in uno shuttle diretto per una colonia lunare.
- Moontrap - Destinazione Terra (1989), un fantahorror con Bruce Campbell e Walter Koenig nei panni di due astronauti che rinvengono antichi manufatti sulla Luna.
- 666 - Il triangolo maledetto (The Dark Side of the Moon, 1990): altro fantahorror in cui si scopre che quando il triangolo delle Bermude si allinea con un'altra area triangolare sulla faccia nascosta della Luna, forma una specie di portale per l'inferno; le navi e i veicoli spaziali che finiscono fra i due triangoli vengono infestati dal Diavolo. Sulla Luna infatti giacciono tutte le navi e veicoli spaziali caduti vittime di infestazioni demoniache.
- Lunar Cop - Poliziotto dello spazio (1995) diretto da Boaz Davidson: nel 2050 la Terra si è trasformata in un deserto senza legge e i più fortunati si sono trasferiti in una colonia lunare.
- In Star Trek: Primo contatto (1996), William Riker rivela che nel XXIV secolo circa 50 milioni di persone vivono sulla Luna. C'è anche un lago, il Lago Armstrong, visibile dalla Terra.
- Ne Il quinto elemento (1997) di Luc Besson, il protagonista riceve una telefonata dalla madre che si lamenta di essere trascurata e lasciata sulla Luna, rivelandone la colonizzazione. Nel finale il "Male Supremo" viene fermato diventando una seconda luna che orbita la Terra; la trasposizione letteraria del film aggiunge che la Luna attuale è stata il primo tentativo del Male Supremo di distruggere la Terra.
- In Starship Troopers - Fanteria dello spazio (1997) di Paul Verhoeven, l'accademia della Flotta è situata nella base lunare Tereshkova, mentre intorno al satellite orbita il Luna Base, un anello planetario artificiale che la Federazione ha costruito per distruggere gli asteroidi che minacciano la Terra e come punto di attracco per le navi dalla Flotta.
- In Austin Powers - La spia che ci provava (1999), il Dottor Male tenta di distruggere Washington con un laser gigante dalla sua base lunare.
- In Space Cowboys (2000) di Clint Eastwood, uno dei protagonisti si sacrifica dirottando un satellite russo armato di missili nucleari sulla Luna.
- Pluto Nash (The Adventures of Pluto Nash, 2002), è ambientato nel 2087 sulla Luna, che è estensivamente colonizzata.
- In The Time Machine, versione cinematografica del 2002 di La macchina del tempo di H. G. Wells, la Luna viene distrutta dal tentativo di colonizzarla da parte dei terrestri; le precise circostanze non sono menzionate, ma viene citato tra le cause l'uso di armi nucleari per ricavare caverne sotterranee.
- Watchmen (2009) di Zack Snyder, in questo film ucronico viene mostrato il Dottor Manhattan che assiste alla missione dell'Apollo 11, riprendendo Neil Armstrong sulla Luna.
- In Mr. Nobody (2009) di Jaco Van Dormael, Marte è colonizzato, e in una scena ambientata nel 2092 si vede uno spot televisivo per vincere una vacanza sulla Luna, implicando che anche essa è stata colonizzata.
- Moon (2009) di Duncan Jones, il cui protagonista vive e lavora da tre anni nella base lunare Sarang col compito di supervisionare degli estrattori di Elio-3. L'intera trama del film si sviluppa all'interno della base e sul suolo del satellite.
- In Transformers 3 (Transformers: the Dark of the Moon, 2011) viene rivelato che il vero scopo dell'Apollo 11 era di indagare su una nave Cybertroniana precipitata sulla Luna nel 1961.
- In Iron Sky (2012), una missione spaziale americana del 2018 sulla Luna rivela l'esistenza di una base nazista segreta sul satellite costruita dal 1945.
- Men in Black 3 (2012) di Barry Sonnenfeld, si apre con l'antagonista che evade da un penitenziario di massima sicurezza localizzato sulla Luna.
- Oblivion (2013) di Joseph Kosinski, in cui la Luna è distrutta dagli alieni invasori per causare cataclismi sulla Terra e uccidere quasi tutta l'umanità.
- In Independence Day - Rigenerazione (2016) di Roland Emmerich, le innovazioni tecnologiche tratte dalle navi aliene abbattute nel 1996 hanno permesso l'installazione di una base lunare.
- Alita - Angelo della battaglia (2019) di Robert Rodriguez, il cui protagonista è una cyborg che, durante il suo cammino per scoprire la propria identità, ha un flashback in cui si ricorda di avere partecipato a una guerra sulla superficie lunare.
- In Ad Astra (2019) di James Gray, la Luna possiede diverse basi e colonie, con Paesi che si contendono per avere più territorio lunare e pirati che ricevono protezione. Il protagonista è disgustato dal fatto che gli umani abbiano reso la Luna simile alla Terra anziché progredire.
- In Moonfall (2022) di Roland Emmerich, la Luna sembra essere controllata da una misteriosa forza che minaccia tutta la vita sulla Terra.
- Sonic 3 - Il film (2024), ricreando un evento accaduto in Sonic Adventure 2, la Luna viene parzialmente distrutta dal Cannone Eclissi, che mirava a colpire la Terra prima di essere discostato dagli eroi.

## Televisione
- Vari episodi della longeva serie televisiva britannica Doctor Who sono ambientati nella Luna.
- Nella serie UFO (1970), di Gerry Anderson, viene utilizzata una base lunare localizzata nel Mare Imbrium come stazione di lancio per intercettori spaziali inviati a distruggere le navi degli alieni ostili.
- Moonbase 3 è stata un'altra serie televisiva britannica centrata su una base lunare, meno fortunata della precedente, di cui furono trasmessi sei episodi alla TV britannica nel 1973.
- Spazio 1999 (ITC Entertainment, 1975 – 1977), altra serie televisiva di Gerry Anderson, ha per protagonista la "base lunare Alfa" su una Luna scagliata fuori dalla propria orbita a velocità fenomenale ed errabonda nello spazio. Nell'episodio di apertura si osserva che la base coordina l'attività di stoccaggio dei rifiuti nucleari, e successivi episodi suggeriscono attività mineraria, sorveglianza della superficie ed esplorazione, indizio di una base versatile impiegata per molteplici usi sotto l'egida di una commissione lunare internazionale.
- Star Cops (1987), il corpo di polizia del titolo ha la sua base operativa sulla Luna.
- Mighty Morphin Power Rangers (1993), l'antagonista risiede in un castello sulla Luna dal quale osserva la Terra ed escogita piani malvagi per conquistarla.
- Inhumans (2017), in questa serie tv Marvel la Luna è il rifugio millenario degli Inumani.
- Nightflyers (2018), nella prima puntata quando la nave protagonista sorvola la Luna, sono visibli dall'orbita le strade e le luci dell'insediamento umano.
- The Umbrella Academy (2019), uno dei protagonisti, Luther (alias Numero 1/"Spaceboy") è un ragazzo forzuto che ha vissuto per quattro anni in una stazione lunare. La Luna è anche coinvolta nell'apocalisse che Numero 5 sta cercando di impedire.
- For All Mankind (2019), in questa serie di storia alternativa, l'Unione Sovietica sbarca per prima sulla Luna, battendo gli Stati Uniti, e ciò esacerba la corsa allo spazio in una genuina rivalità ostile tra le due organizzazioni spaziali.
- Space Force (2020), segue le vicende del generale Mark Naird, che per ordine del Presidente degli Stati Uniti d'America deve addestrare un gruppo squinternato della Space Force per una nuova missione lunare.
- Away (2020), nella prima puntata i protagonisti decollano dalla base lunare Alfa per iniziare il loro viaggio verso Marte.
- The Silent Sea (2021), ambientato in un futuro distopico, la serie segue un gruppo inviato a recuperare un campione misterioso da una base lunare abbandonata.

## Animazione
- In Sailor Moon la Luna era un tempo la patria del Silver Millennium, un regno lunare durato ben più di mille anni, fino alla distruzione avvenuta al termine della guerra con il Regno delle Tenebre (un gruppo di terrestri corrotti da un'entità malvagia di nome Metalia), che ha lasciato la Luna disabitata qual è oggi.
- In Neon Genesis Evangelion il nostro satellite è il risultato del First Impact, causato dall'arrivo di Lilith, trasportata all'interno della Luna Nera. La Luna ha un ruolo maggiore nella continuità di Rebuild of Evangelion, in quanto la NERV stabilisce un insediamento lunare chiamato Tabgha situato nel Mare Tranquillitatis.
- In Cowboy Bebop la Luna è parzialmente distrutta a causa dall'esplosione del primo Gate spaziale avvenuto nel 2021, facendo cadere un'enorme quantità di detriti e roccia lunare contro la Terra, devastando la superficie uccidendo 4.7 milioni di abitanti e costringendo i sopravvissuti a colonizzare altri pianeti e lune del Sistema Solare. Nel 2071 la quantità di meteoriti provenienti dalla Luna è diminuita, mentre la scarsa popolazione della Terra vive in città sotterranee.
- Nel cortometraggio di Wallace e Gromit Una fantastica gita (A grand day out, 1989), i protagonisti progettano e costruiscono un razzo per la Luna, interamente costituita da formaggio, di cui sono ghiotti.
- Planetes (2003) è una serie televisiva di anime giapponese ambientata in un tempo in cui il viaggio sulla Luna è diventato ordinaria quotidianità.
- Nella maggior parte della saga anime Mobile Suit Gundam la Luna è colonizzata estensivamente, con città sotterranee costruite all'interno dei maggiori crateri.
- Nella serie di Robotech è presente una base militare sulla Luna che ha un ruolo importante durante la Terza Guerra.
- Nel cartone animato Futurama la Luna ospita un parco di divertimenti dentro una cupola gigante con atmosfera e gravità artificiali; la storia è ambientata nell'anno 3000.
- Nella serie animata Nome in codice: Kommando Nuovi Diavoli i bambini hanno stabilito una casa sull'albero sulla Luna, originariamente come nuova dimora per sfuggire agli adulti sulla Terra, in seguito la base lunare viene usata come quartier generale dell'organizzazione KND.
- In un episodio di Megas XLR, i Glorft tentano di utilizzare la Luna come un proiettile. Coop ed il robot Megas si trovano costretti a distruggerne una gran parte.
- In Sonic X Il Dottor Eggman distrugge mezza Luna, per poi in seguito affermare di essere cambiato e ripararla rimpiazzando la parte mancante con una complessa struttura metallica per redimersi; in realtà così facendo Eggman riesce a controllare i movimenti della Luna e con questo potere tenta di prendere il comando della Terra, ma alla fine viene sventato dagli eroi e la Luna riparata riprende a orbitare naturalmente.
- Ne Le avventure di Jackie Chan l'episodio della seconda stagione "Viaggio sulla Luna" vede Jackie inseguire gli antagonisti nello spazio e scontrarsi con il demone Tso Lan sulla superficie della Luna per fermarlo prima che usi i suoi poteri per spingere il satellite fuori orbita allo scopo di annientare l'ecosistema della Terra e conquistarla.
- In Sfondamento dei cieli Gurren Lagann (Tengen Toppa Gurren Lagann), la Luna viene usata dagli Anti-Spirals come arma di sterminio provocandone la caduta sulla Terra. Più avanti si scoprirà che in effetti la Luna è una delle navi da battaglia del Lord Genome.
- Nella serie di anime e manga UFO Robot Goldrake il malvagio Re Vega e le sue truppe hanno stabilito la loro base sulla Luna.
- In Steven Universe i protagonisti scoprono un'antica base lunare, dalla quale Diamante Rosa supervisionava la colonizzazione della Terra che fallì dopo una guerra.
- In Millennium Actress (2001) viene usato un film di fantascienza ambientato sulla Luna come cornice narrativa della storia.
- In Ricreazione - La scuola è finita (2001) l'antagonista intende usare un raggio traente per muovere la Luna al fine di eliminare le vacanze estive con un inverno perenne.
- In Origine (2006) degli alberi geneticamente modificati per resistere ad ambienti ostili vengono creati in una base lunare, e sviluppano una coscienza prendendo il sopravvento e distruggono la Luna prima di raggiungere ed assalire anche la Terra.
- In Cattivissimo me (2010) il piano malvagio di Gru si concentra nel rubare la Luna.
- In DuckTales (2017) Della Duck è rimasta bloccata sulla Luna per molti anni, durante i quali interagisce con alcune specie di animali e scopre una civiltà aliena che vive nella città dorata di Tranquillità, nascosta nel lato oscuro della Luna.
- In Over the Moon - Il fantastico mondo di Lunaria (2020) la protagonista si costruisce un razzo per raggiungere la Luna e incontrare la dea lunare Chang'e.
- In Inside Job (2021) viene rivelato che gli astronauti dell'Apollo 11 hanno deciso di rimanere sulla Luna stabilendo "Luna-topia", una colonia hippy lunare segreta, costringendo il Governo a rimpiazzarli con sosia e assumere Stanley Kubrick per filmare il viaggio di ritorno mai avvenuto. Buzz Aldrin dice ai protagonisti che sul lato oscuro ci sono i Nazisti lunari, e la NASA cela il fatto che i crateri sulla Luna sono causati da dei giganteschi vermi lunari.
- In Apollo 10 e mezzo (Apollo 10 1⁄2: A Space Age Childhood, 2022) il protagonista immagina di essere ingaggiato per una missione lunare segreta che assicurerà il successo dell'Apollo 11.

## Fumetti

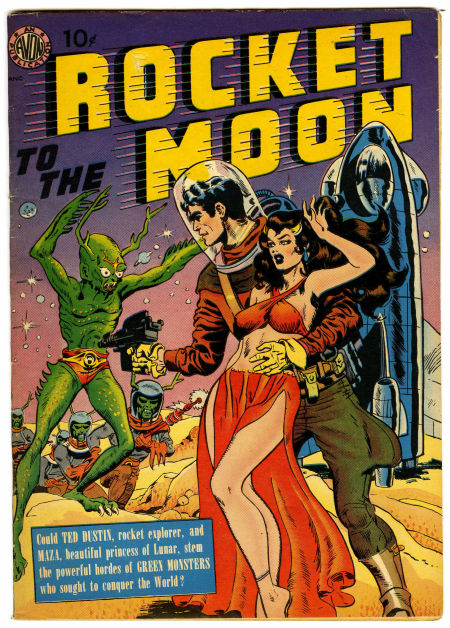
La copertina di Rocket to the Moon (testi di Walter Gibson e disegni di Joe Orlando, edizioni Avon), uno dei molti fumetti degli anni quaranta sul tema, basato sul romanzo Maza of the Moon del 1929 di Otis Adelbert Kline

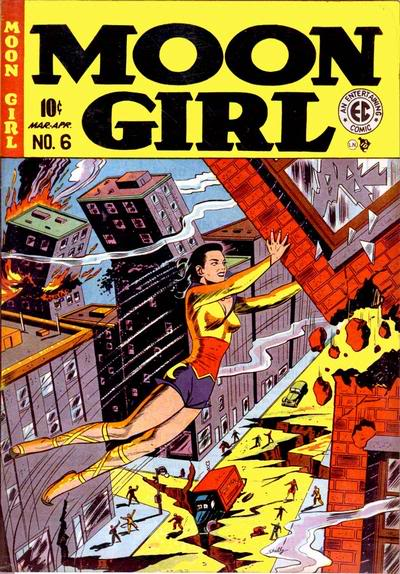
Moon Girl n.6 (1949), una supereroina in stile Superman proveniente dalla Luna apparsa nel 1947.

- Fra le avventure del celebre personaggio Tintin creato dall'autore belga Hergé, due narrano la storia di una spedizione sulla Luna compiuta dal protagonista e dagli altri personaggi della serie: Uomini sulla Luna (On a marché sur la Lune, 1950-53; rev. 1954) e Obiettivo Luna (Objectif Lune, 1953).
- Una serie di storie pubblicate dal 1963 al 1969 del fumetto Dick Tracy, creato da Chester Gould, mostrano che la Luna è popolata dai Lunari, extraterrestri umanoidi con antenne in testa e occhi caratteristici che hanno un governo e capitale situati in una valle nascosta che è abitabile per l'uomo (grazie a delle terme naturali) sul lato oscuro della Luna. La spalla/figlio adottivo di Tracy, Junior, si sposa con la figlia del governatore lunare, "Moon Maid", con la quale avrà una figlia chiamata Honeymoon.
- Vi sono due belle storie di Jeff Hawke ambientate sulla Luna, Chacondar e il messianico Selena, dove una razza adattata alla vita lunare confida sul primo umano nato sul satellite. Altre avventure dal sapore sinistro sono La minaccia dal passato (1957) dove robot di una civiltà scomparsa compiono raid terroristici sulla Terra e Tempo mentale, su una spedizione terrestre prigioniera di una sinistra forma di vita mutante. All'interno, nella striscia H1760, pubblicata il 21 novembre 1959, appare un cippo commemorativo su un primo sbarco lunare datato il 4 agosto 1969, un errore di previsione di appena due settimane dal vero allunaggio del 21 luglio 1969. Gli autori, come riportato in un'intervista in coda all'episodio, si erano basati sull'avvio della corsa spaziale tra Stati Uniti ed Unione Sovietica. Un altro episodio su una presunta vita autoctona selenita è Naufragio lunare. Questa volta si tratta di esseri da un mondo di una dimensione parallela, provvisto di atmosfera respirabile. Sempre dal tono cupo, nella fase tarda del fumetto, l'episodio Il mistero di Shorty, sul ritrovamento sul suolo lunare di un relitto di un'antica astronave, d'epoca letteralmente biblica.
- Nella storia Astralpippo n. 9999! (Topolino nn. 234-235, 1960), di Attilio Mazzanti e Giovan Battista Carpi, Pippo e Topolino, vengono spediti sulla Luna da uno scienziato pazzo. Vi troveranno un mondo simile alla Terra dove gli abitanti parlano un linguaggio strampalato e sono governati da strambi dittatori dalle uniformi simili a quelle russe. Le autorità li condanneranno a visitare un Terra Park un comunissimo luna park deleterio per i soli lunari. I due eroi tornano sul satellite ne Topolino e l'imperatore della Luna (1968) per raggiungere il rifugio di uno scienziato terrestre megalomane, in grado di contraffare trasmissioni radio e televisive.
- Nell'universo DC, la Luna è la collocazione della torre di sorveglianza della Justice League e anche la patria di Eclipso.
- Nell'Universo Marvel, la Luna contiene la Zona blu, la casa degli Inumani. È sulla Luna che, all'inizio delle loro avventure, i Fantastici Quattro incontrano l'entità aliena chiamata l'Osservatore. Ci sono riferimenti al monolito nero sulla Luna nei fumetti Marvel ispirati a 2001: Odissea nello spazio.
- In Giudice Dredd la Luna è la sede di una piccola colonia chiamata Luna City One.
- In Nathan Never la Luna ospita una colonia penale, centri di ricerca e stazioni minerarie. Ospita inoltre una base segreta di Mister Alfa, distrutta da un bombardamento della Marina Spaziale durante il capitolo "La guerra con le stazioni orbitanti".
- In Naruto la Luna è stata creata dall'Eremita dei Sei Sentieri in punto di morte, con un Chibaku Tensei, per rinchiudere il corpo del cercoterio del Juubi (dieci code).
- In One Piece la Luna ha un'atmosfera composta da ossigeno ed è popolata da robot soldati simili a talpe, Inoltre in antichità era la sede di un'antica civiltà da cui discende la Popolazione celeste.
- In Dragon Ball la Luna è uguale alla sua controparte reale e nella serie causa numerose volte della trasformazione dei Saiyan in Scimmioni. Nel corso della storia verrà distrutta due volte, entrambe per far tornare normali i due Saiyan Goku, nella prima parte del manga, e Gohan nella seconda parte. La prima volta che viene distrutta viene ricreata dal Dio della Terra.
- In Uchu kyodai - Fratelli nello spazio la storia si concentra sulla vita di due fratelli, Mutta e Hibito, che desiderano diventare astronauti e mettere piede sulla Luna.

## Giochi e videogiochi
- Lunar Colony di Apple Computer
- Moon Patrol della Irem.
- In una delle missioni della Campagna Sovietica di Command & Conquer: Yuri's Revenge, il compito del giocatore è stabilire una base sulla Luna per distruggere il centro di comando lunare di Yuri.
- Crusader - No Regret di Origin Systems - l'intera azione del gioco si svolge in una base lunare.
- Darius II - La luna è abitata dalle forze nemiche che hanno costruito una base sotterranea, ed il giocatore deve affrontarle nel quarto livello.
- La navetta protagonista del gioco Descent deve ripulire dagli invasori le miniere del Sistema solare, a cominciare proprio dalla Luna. I primi livelli si svolgono quindi rispettivamente in un avamposto, un laboratorio scientifico ed una base militare sulla luna.
- L'area finale di Destroy All Humans! 2 è una base lunare russa chiamata "Solaris".
- In Dead Space 3 la colonia lunare "New Horizons" è una delle locations della storia.
- Il secondo episodio di Duke Nukem 3D, Lunar Apocalypse, si svolge in una serie di stazioni spaziali che conducono alla superficie lunare.
- Nell'ultima parte di Final Fantasy IV i personaggi viaggiano fino alla Luna per il confronto con il nemico finale.
- Il secondo livello di Metal Black della Taito si svolge sul lato oscuro di una Luna invasa da alieni ostili.
- In Military Madness avvengono guerre di colonizzazione della Luna tra Union and Xenon.
- Nel videogioco Spore, nell'ultima fase dell'evoluzione, la Fase Spazio, si può trovare la Luna insieme a tutto il nostro Sistema Solare: la Via Lattea.
- Nella trama di Rayman Raving Rabbids 2, i Rabbids, che vivono in lampioni accesi, tentano di costruire un'altissima montagna di cianfrusaglie per andare a vivere sulla Luna, per loro un grande e alto lampione luminoso.
- Moonbase modulo aggiuntivo per SimCity Classic per la costruzione di una base lunare.
- Moonbase Commander
- Una base lunare disabitata è presente in Star Control 2.
- Una base lunare è presente in Star Ocean: Till the End of Time.
- Una base lunare è presente in Overwatch, dove dei gorilla geneticamente modificati allevati allo scopo di essere cavie per l'esplorazione spaziale dalla Horizon si ribellarono prendendone il controllo, mentre Winston, offeso dalla morte dell'umano che lo ha cresciuto, decise di fuggire e andare a lavorare sulla Terra.
- Una base lunare è presente in Wolfenstein: The New Order, dove si infiltra il protagonista per recuperare dei codici di decrittografia per i cannoni nucleari U-Bot.
- Una base lunare infestata da zombie è una mappa del DLC Rezurrection per Call of Duty: Black Ops (rifatta nel DLC Zombies Chronicles per Black Ops III) e un'altra base lunare è presente nell'ambientazione di Call of Duty: Infinite Warfare.
- La Luna è coinvolta in alcuni giochi della serie di Sonic: la battaglia finale di Sonic Advance si svolge sulla superficie lunare; in Sonic Adventure 2 l'antagonista distrugge un'ampia sezione della Luna sparandole dalla sua stazione spaziale ARK (evento che viene adattato nella serie animata Sonic X e nel terzo film live-action); in Sonic Colours la Luna viene accidentalmente colpita da un raggio per il controllo mentale partito dal cannone manomesso dagli eroi, per impedire che colpisca la Terra.
- In Super Mario Galaxy, la Super Stella di una Galassia dalla missione "Mangia il tuo fungo preferito" si trova sulla Luna.
- Nel capitolo sette di Paper Mario: Il portale millenario, Mario deve viaggiare fin sulla Luna per ritrovare una Crystal Star.
- Millennium 2.2 (Amiga e Atari) (Electric Dreams - Activision - 1989) convertito per Pc Millennium: Return To Earth la rinascita del genere umano parte dalla colonia lunare.
- In Viaggio al centro della Luna il giocatore dovrà esplorare le caverne lunare dove vive la popolazione (i seleniti) e trovare il modo di tornare sulla Terra impersonando Michel Ardan, uno dei protagonisti dei libri Dalla Terra alla Luna e Intorno alla Luna.
- In X³: Terran Conflict, La Luna è il settore più vicino alla Terra, nonché l'unico collegato ad essa, tramite un Acceleratore Trans-Orbitale situato a Sud della Luna ed a Nord della Terra.